# Balzac Coffee
Balzac Coffee was een Duitse keten van koffiewinkels, met 49 vestigingen in 15 steden. Sinds 2017 opereren alle vestigingen onder de naam Espresso House.

## Geschiedenis
De eerste vestiging werd op 2 mei 1998 in Hamburg geopend. Oprichtster is de eveneens uit Hamburg afkomstige Vanessa Kullmann. Tot op dat moment was het idee van koffiewinkels vooral gebruikt door het Amerikaanse Starbucks en in Duitsland een nog relatief onbekend fenomeen. Per januari 2008 beschikt de keten over negentien filialen in Hamburg, tien in Berlijn, vijf in Hannover en twee in Lübeck. Er zijn 370 werknemers in dienst.
In juli 2011 fuseerde het bedrijf met World Coffee Company GmbH & Co. KG om samen de nieuwe Balzac Coffee Company te vormen. in de zomer van 2017 werd de onderneming overgenomen door de Zweedse keten Espresso House.
Vanaf de herfst 2018 zijn de Balzac-koffiezaken omgebouwd naar Espresso House.
Het assortiment van de Balzac-winkels bestaat uit speciale espresso's, verschillende soorten thee en fruitdranken. Hiernaast worden ook onder andere muffins, bagels en taartjes uit eigen bakkerij verkocht. De koffies, meest naar Italiaans recept, worden vers gemaakt. De inrichting van de cafés bestaat uit warme, heldere kleuren aangevuld met grote muurschilderingen.
De naam Balzac komt van de Franse schrijver Honoré de Balzac (1799–1850) die bekendstond als groot liefhebber van espresso.
In Canada is een koffieketen actief onder de naam Balzac's Coffee Roasters, welke geen verband houd met de Duitse keten.